# خرمن‌دالی (اورتاکوی)
خرمن‌دالی (به ترکی استانبولی: Harmandalı) یک منطقهٔ مسکونی در ترکیه است که در اورتاکوی (آق‌سرای) واقع شده‌است.